# Dynastie Bandjoun
La dynastie Bandjoun est une lignée royale traditionnelle régnant sur le royaume de Bandjoun en république du Cameroun (Afrique centrale). Cette dynastie a été fondée au XVIe siècle et plus précisément aux alentours de 1570. 
En effet, ayant fondé le royaume Baleng aux alentours de 1541, le roi Fondoup 1er va éconduire l'un des généraux en chef de son armée qui n'est autre que son propre fils Notam Chwegon, maître archer. ll lui à préféré un autre de ses fils en la personne de Tchoungafo comme successeur. Vexé par ce choix de son père et soucieux de ne pas entrer en opposition avec son  futur roi de frère, ce redoutable guerrier et meneur de troupes prendra le parti de s'exiler loin du royaume de son père afin de fonder son propre royaume. Le royaume de Bandjoun est reconnu par les autorités de la république du Cameroun comme chefferie traditionnelle de 1er degré de Bandjoun (Koung-Khi).

## Succession des rois
Traditionnellement les rois ne portaient pas de prénom avant le XXe siècle, ils apparaissent lors de la mise en place de l'état civil occidental. Les périodes de règnes se succèdent depuis le XVIe siècle ou XVIIIe siècle selon les sources,.

 
À la mort du roi, intervient une période de deuil neuf semaines pendant lesquelles le ntou-ve désigné par les notables parmi les esclaves ou les hommes les plus pauvres, devient chef pendant l'inter-règne.

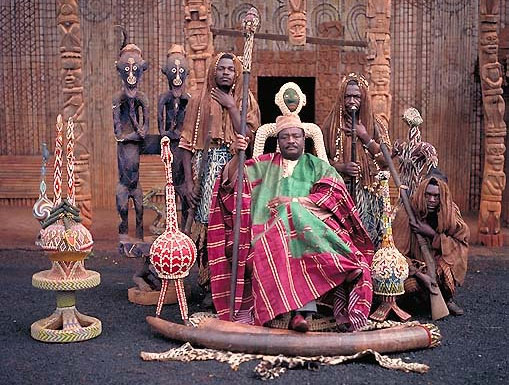
Ngnié Kamga Joseph, ancien roi de Bandjoun
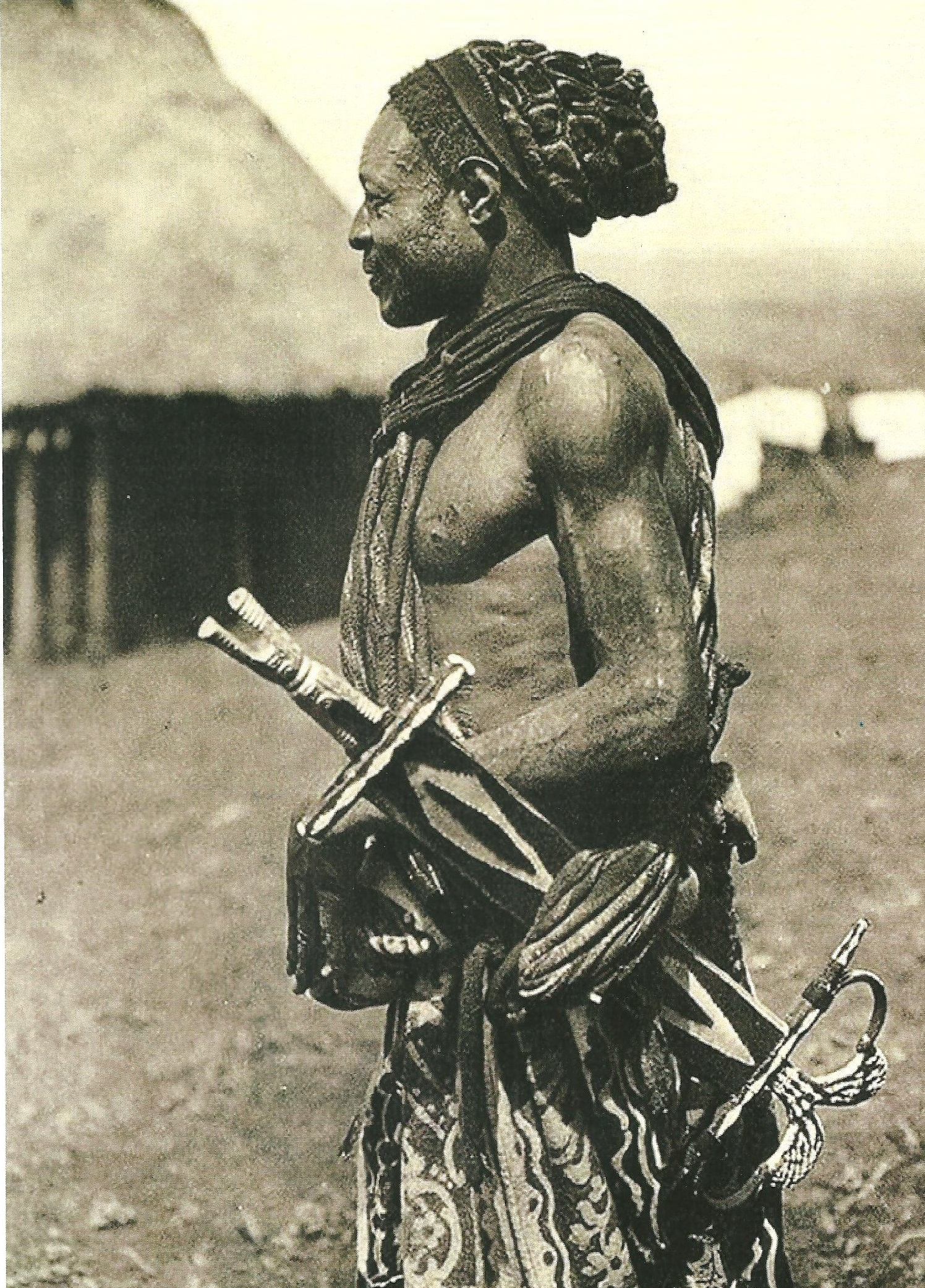
Fotso II, ancien roi de Bandjoun

|                                |            |                                     |         |  |  |  |  |  |  |  |  |  |  |  |  |  |  |  |  |
| Notchewegom ou Notam Chwegom   | (?)        | 1552-1569                           | Famleng |  |  |  |  |  |  |  |  |  |  |  |  |  |  |  |  |
| Du'gnechom                     | Kapchie    | 1569-1589                           | Tseleng |  |  |  |  |  |  |  |  |  |  |  |  |  |  |  |  |
| Noutouom Ier                   | Chiebou    | 1589-1641                           |         |  |  |  |  |  |  |  |  |  |  |  |  |  |  |  |  |
| Noutouom II                    | Meyabdiebo | 1641-1679                           |         |  |  |  |  |  |  |  |  |  |  |  |  |  |  |  |  |
| Noutouom III                   | Ngnotio    | 1679-1721                           |         |  |  |  |  |  |  |  |  |  |  |  |  |  |  |  |  |
| Badhepa                        | Medjuifo   | 1721-1765                           |         |  |  |  |  |  |  |  |  |  |  |  |  |  |  |  |  |
| Kapto                          | Tohem      | 1765-1765                           |         |  |  |  |  |  |  |  |  |  |  |  |  |  |  |  |  |
| Kaptue                         | Metuebou   | 1765-1820                           |         |  |  |  |  |  |  |  |  |  |  |  |  |  |  |  |  |
| Kamga Ier                      | Nkung      | 1820-1885                           |         |  |  |  |  |  |  |  |  |  |  |  |  |  |  |  |  |
| Fotso Ier ou Fotso Te Teng Sun | Mogoung    | 1886-1900                           | Hiala   |  |  |  |  |  |  |  |  |  |  |  |  |  |  |  |  |
| Fotso II                       | Messudom   | 1900-1920                           |         |  |  |  |  |  |  |  |  |  |  |  |  |  |  |  |  |
| Kamga II                       | Manewa     | 1925-1975                           |         |  |  |  |  |  |  |  |  |  |  |  |  |  |  |  |  |
| Fotue Kamga                    | Gamgne     | 28 décembre 1975 - 8 septembre 1984 |         |  |  |  |  |  |  |  |  |  |  |  |  |  |  |  |  |
| Ngnie Kamga                    | Nono       | 15 septembre 1984 - 6 décembre 2003 |         |  |  |  |  |  |  |  |  |  |  |  |  |  |  |  |  |
| (Régence)                      |            | 6 décembre 2003 au 24 janvier 2004  |         |  |  |  |  |  |  |  |  |  |  |  |  |  |  |  |  |
| Djomo Kamga                    | Magne      | Depuis le 24 janvier 2004           |         |  |  |  |  |  |  |  |  |  |  |  |  |  |  |  |  |